# تپه خرنیک
تپه خرنیک مربوط به دوره سلجوقیان است و در شهرستان کرمانشاه، بخش مرکزی، دهستان میان دربند، ۳۰۰ متری شرق روستای کمره گره واقع شده و این اثر در تاریخ ۷ خرداد ۱۳۸۷ با شمارهٔ ثبت ۲۲۸۱۱ به‌عنوان یکی از آثار ملی ایران به ثبت رسیده است.